# Divize E 2017/2018
V soubojích 27. ročníku Moravskoslezské divize E 2017/18 (jedna ze skupin 4. nejvyšší soutěže) se utkalo 16 týmů každý s každým dvoukolovým systémem podzim–jaro. Tento ročník začal v sobotu 5. srpna 2017 úvodními čtyřmi zápasy 1. kola a skončil v neděli 10. června 2018 zbývajícím zápasem 29. kola (30. kolo bylo předehráno již v květnu 2018).

## Nové týmy v ročníku 2017/18
- Z MSFL 2016/17 nesestoupilo do Divize E žádné mužstvo.
- Z Divize D 2016/17 přešla mužstva FC TVD Slavičín a FC Elseremo Brumov.
- Z Přeboru Moravskoslezského kraje 2016/17 postoupilo vítězné mužstvo FK Bospor Bohumín.
- Z Přeboru Zlínského kraje 2016/17 postoupilo mužstvo FC Vsetín (4. místo).
- Z Přeboru Olomouckého kraje 2016/17 postoupilo vítězné mužstvo TJ Sokol Ústí a FK Šternberk (4. místo).

## Nejlepší střelec
Nejlepším střelcem ročníku se stal Ondřej Pyclík z FK Nový Jičín, který vstřelil 25 branek.

## Konečná tabulka
| Poř. | Tým                           | Z  | V  | R  | P  | VG | OG | B  |
| ---- | ----------------------------- | -- | -- | -- | -- | -- | -- | -- |
| 1.   | FC Dolní Benešov              | 30 | 17 | 9  | 4  | 55 | 32 | 60 |
| 2.   | FK Kozlovice                  | 30 | 18 | 5  | 7  | 65 | 36 | 59 |
| 3.   | MFK Havířov                   | 30 | 18 | 5  | 7  | 75 | 41 | 59 |
| 4.   | FK Nový Jičín                 | 30 | 16 | 7  | 7  | 53 | 29 | 55 |
| 5.   | TJ Sokol Ústí (N)             | 30 | 16 | 7  | 7  | 64 | 41 | 55 |
| 6.   | SFC Opava „B“                 | 30 | 16 | 6  | 8  | 60 | 33 | 54 |
| 7.   | FC TVD Slavičín               | 30 | 15 | 5  | 10 | 62 | 42 | 50 |
| 8.   | 1. BFK Frýdlant nad Ostravicí | 30 | 12 | 7  | 11 | 44 | 47 | 43 |
| 9.   | FK Nové Sady                  | 30 | 11 | 8  | 11 | 39 | 50 | 41 |
| 10.  | FK Bospor Bohumín (N)         | 30 | 9  | 10 | 11 | 49 | 47 | 37 |
| 11.  | FC Vsetín (N)                 | 30 | 11 | 4  | 15 | 31 | 35 | 37 |
| 12.  | FK Jeseník                    | 30 | 9  | 3  | 18 | 41 | 69 | 30 |
| 13.  | SK Hranice                    | 30 | 7  | 6  | 17 | 30 | 60 | 27 |
| 14.  | TJ Lokomotiva Petrovice       | 30 | 7  | 4  | 19 | 40 | 61 | 25 |
| 15.  | FK Šternberk (N)              | 30 | 6  | 3  | 21 | 39 | 72 | 21 |
| 16.  | FC Elseremo Brumov            | 30 | 5  | 5  | 20 | 27 | 79 | 20 |

Poznámky: Jeseník se pro sezonu 2018/2019 dobrovolně přihlásil do krajského přeboru Olomouckého kraje.
- Z = Odehrané zápasy; V = Vítězství; R = Remízy; P = Prohry; VG = Vstřelené góly; OG = Obdržené góly; B = Body; (S) = Mužstvo sestoupivší z vyšší soutěže; (N) = Mužstvo postoupivší z nižší soutěže (nováček)

|  | Postup do MSFL 2018/19                            |
|  | Přechod do Divize D 2018/19                       |
|  | Sestup do Přeboru Moravskoslezského kraje 2018/19 |
|  | Sestup do Přeboru Olomouckého kraje 2018/19       |
|  | Sestup do Přeboru Zlínského kraje 2018/19         |